# Coastal Grooves
Coastal Grooves es el álbum de estudio debut de Blood Orange. Fue publicado el 30 de agosto de 2011 por Domino Recording Company. El álbum no incluye colaboraciones y fue producido por Ariel Rechtshaid en Los Ángeles. Domino Record Company destaca el glamur y el drama de Nueva York en la década de 1980.

## Música
El álbum incorpora elementos estilísticos de indie rock, pop barroco, folk y R&B contemporáneo, jazz, soul y electrónica. Al fusionar muchos de estos elementos, Blood Orange captura sonidos de ritmo, líneas de guitarra reverberadas y sintetizadores de piano para crear música que se describe como parte de una atmósfera post-punk. En un artículo de noviembre de 2013, la revista Complex incluyó la portada del álbum como una de las "50 mejores portadas de álbumes pop de los últimos cinco años", y también afirmó que Hynes estaba "inspirado en íconos transgénero, como Octavia St. Laurent mientras terminaba la producción del LP". En el vídeo musical de "I'm Sorry We Lied", producido por Domino Recording Company y dirigido por Abteen Bagheri en 2012, la historia sigue a Blood Orange y la aventura nocturna de una mujer en la ciudad de Nueva York. Además de "I'm Sorry We Lied", también se dice que muchas obras del álbum están inspiradas en el ambiente nocturno de la ciudad de Nueva York. En 2010, Blood Orange se sometió a una cirugía de garganta y, como resultado, el álbum se canta principalmente en falsete.

## Lista de canciones
Todas las canciones escritas y compuestas por Devonté Hynes. 
| Edición estándar (CD y Descarga digital) |                                    |          |  |
| N.º                                      | Título                             | Duración |  |
| 1.                                       | «Forget It»                        | 3:56     |  |
| 2.                                       | «Sutphin Boulevard»                | 3:33     |  |
| 3.                                       | «I'm Sorry We Lied»                | 4:00     |  |
| 4.                                       | «Can We Go Inside Now?»            | 3:51     |  |
| 5.                                       | «S'cooled»                         | 3:10     |  |
| 6.                                       | «Complete Failure»                 | 3:35     |  |
| 7.                                       | «Instantly Blank (The Goodness)»   | 2:53     |  |
| 8.                                       | «The Complete Knock»               | 5:03     |  |
| 9.                                       | «Are You Sure You're Really Busy?» | 4:21     |  |
| 10.                                      | «Champagne Coast»                  | 4:52     |  |
| 11.                                      | «Said No» (iTunes bonus track)     | 4:54     |  |

## Recepción
El álbum tiene una calificación de 72/100 en Metacritic basado en 18 revisiones, indicando comentarios generalmente favorables. Un crítico de Pitchfork escribió que Coastal Grooves omite coros y melodías pegadizas en favor de líneas de guitarra severas y murmullos seductores, pero finalmente le dio al álbum una calificación de 5.9/10.